# Rui Patrício

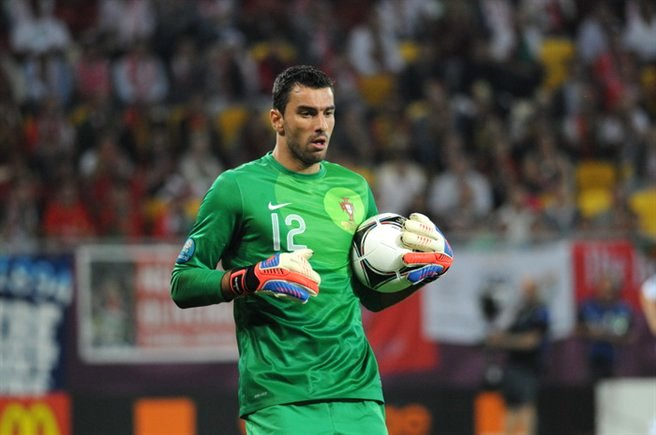
Rui Patrício na Euru 2012

Rui Pedro dos Santos Patrício (* 15. února 1988 Marrazes) je portugalský profesionální fotbalový brankář, hrající za italský klub AS Řím a portugalskou fotbalovou reprezentaci.
Předtím, než se přestěhoval do Anglie, strávil většinu své kariéry ve Sportingu Lisabon, kde debutoval již ve věku 18 let a poté se objevil ve 462 soutěžních zápasech. Během svých 12 let v klubu získal pět trofejí, včetně tří portugalských pohárů.
Patrício odehrál svůj první zápas v Portugalské reprezentaci v roce 2010, poté, co byl Paulo Bento jejím jmenován hlavním trenérem. Reprezentoval národ na dvou Mistrovství světa a třech Mistrovství Evropy. Je součástí vítězných týmů Eura 2016 a Ligy národů 2019.

## Klubová kariéra

### Sporting
Narozen v Marrazes, Leiria, hrál Patrício jako útočník v mladém věku ve vesnickém týmu Leiria e Marrezes. Údajně si tam ho vyhlédl skaut Sportingu CP, který ho viděl hrát v brance a byl natolik ohromen, že 12letého chlapce poslal do akademie klubu. Debutoval v Primeira Lize 19. listopadu 2006, když v desátém kole pomohl k vítězství 1:0 proti CS Marítimu: na lavičku posadil oporu klubu a jedničku v Portugalské reprezentaci Ricarda; 15 minut před koncem hry chytil pokutový kop.

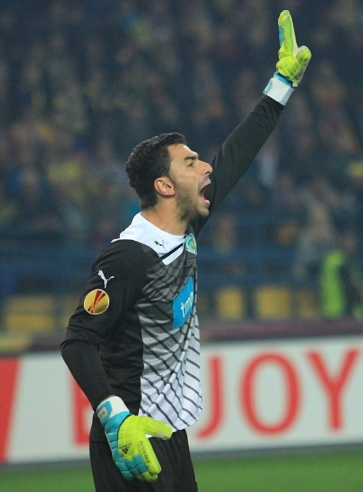
Patrício v dresu Sportingu (2012)

V sezóně 2007/08 se, po odchodu Ricarda do Realu Betis, stal Patrício jedničkou v klubu, před zkušeným veteránem Tiagem Ferreirou a nově příchozím Vladimírem Stojkovićem. Debutoval v Lize mistrů UEFA 27. listopadu 2007 při prohře 1:2 v základní skupině proti Manchesteru United.
Před začátkem sezóny 2008/09 byl Patrício předmětem domnělého přestupu do italského Interu Milán. Nic z toho však nebylo, a tak do finále portugalského superpoháru proti FC Porto nastoupil. V utkání chytil penaltu Lucha Gonzáleze a radoval se z vítězství 2:0. I přestože byl spojován s odchodem z klubu, i nadále zůstal klubovou brankářskou jedničkou.
V předkole Ligy mistrů 2009/10 proti FC Twente prohrával Sporting v 94. minutě 0:1, po předchozí remíze 0:0 v prvním zápase: Patrício opustil svou bránu a šel do soupeřícího pokutového území na rohový kop, tam provedl hlavičkový souboj s Nikitou Rukavytsyou. Zdálo se, že oba hráči přišli do kontaktu s míčem, který se poté odrazil po kontaktu s kopačkou Petera Wisgerhofa až do sítě domácího týmu, tento gól posunul Sporting do dalšího předkola, naopak Twente se se soutěží rozloučilo.
Dne 20. prosince 2012 byl Patrício podruhé za sebou oceněn nejlepším klubovým fotbalistou roku. 18. října 2014, při skóre 2:1 pro svůj tým, chytil penaltu Jacksona Martíneze, čímž pomohl vyřadit Porto z Taça de Portugal, zápas totiž skončil vítězstvím Sportingu 3:1 na Estádio do Dragão.
Dne 24. října 2016 byl Patrício jedním z 30 hráčů nominovaných na cenu Ballon d'Or za rok 2016 po boku portugalských spoluhráčů Pepeho a Cristiana Ronalda. 18. února následujícího roku se objevil ve svém 400. soutěžním zápase v dresu Sportingu, když se v domácím vítězství 1:0 proti Riu Ave stal hráčem zápasu.
15. května 2018 se Patrício a několik jeho spoluhráčů, včetně trenérů, zranilo po útoku přibližně 50 příznivců Sportingu na trénikovém hřišti klubu poté, co tým skončil třetí v lize a přišel tak o možnost hrát v následující sezóně Ligu mistrů. Navzdory událostem se se zbytkem týmu dohodli na odehrání finále portugalského poháru naplánovaného na následující víkend, tam však nakonec prohráli 2:1 s CD Aves.

### Wolverhampton Wanderers
1. června 2018 Patrício podal žádost o ukončení své smlouvy kvůli fyzickému násilí na jeho osobu ze strany fanoušků klubu. O nedlouho později přišly první nabídky, sám hráč si vybral Wolverhampton Wanderers, který postoupil do Premier League. Tento přestup dokončil 18. června na základě čtyřleté dohody, a dne 31. října bylo oznámeno, že se kluby dohodly na přestupu za 18 milionů eur.
Patrício se rozhodl nosit dres s číslem 11, před obvyklejší 1, na počest Carla Ikemeho, bývalého brankáře Wolves, který právě musel ukončit kariéru, když se u něj objevila leukémie. V lize debutoval 11. srpna 2018 při domácí remíze 2: 2 proti Evertonu. S klubem se mu hned v první sezóně podařilo skončit na sedmé příčce, které jim zajistilo účast v Evropských pohárech v následující sezóně.
Po konci sezóny 2019/20 Premier League byl Rui Patrício jedním z hráčů, kteří na hřišti nechyběli ani minutu napříč všemi 38 zápasy. Wolves zopakovali úspěch z minulé sezóny, když se umístili opět na sedmé příčce. V Evropské lize UEFA se dostali až do čtvrtfinále, kde podlehli španělské Seville.

### AS Řím
13. července 2021 se Patrício připojil k italskému týmu AS Řím a podepsal tříletou smlouvu.

## Reprezentační kariéra

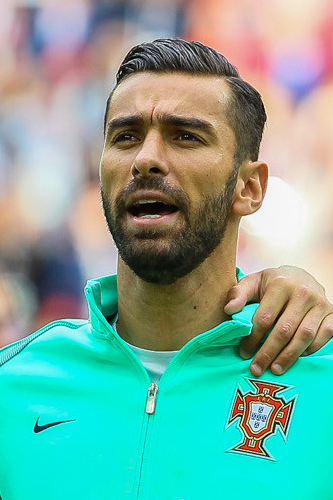
Patrício na Konfederačním poháru (2017)

Od roku 2007 se Patrício začal objevovat v portugalské reprezentaci do 21 let. 29. ledna následujícího roku ho trenér seniorského mužstva Luiz Felipe Scolari povolal na přátelský zápas proti Itálii, hraný v Curychu, i přestože do zápasu nenastoupil, tak dne 12. května byl vybrán do týmu pro Euro 2008, ale turnaji neodehrál ani minutu.
Ačkoli nebyl součástí prozatímního seznamu 24 hráčů na Mistrovství světa ve fotbale 2010 v Jižní Africe, byl Patrício jmenován mezi šesticí záložních hráčů. Debutoval 17. listopadu 2010, když odehrál druhou polovinu přátelského utkání se Španělskem.
Poté, co reprezentační jednička Eduardo opustil základní sestavu Benficy, stal se Patrício volbou číslo jedna pro trenéra národního týmu Paula Benta. Odehrál druhou polovinu zápasů kvalifikace na Euro 2012 a všechny zápasy závěrečného turnaje v Polsku a na Ukrajině. V pěti zápasech inkasoval čtyřikrát a pomohl týmu k účasti v semifinále.
Patrício byl zařazen do 23členného týmu Benta na Mistrovství světa 2014 jako první volba, a v soutěži debutoval při zápasu s Německem, které skončilo prohrou 0:4. Zmeškal druhé utkání ve skupině proti USA kvůli zranění.
Patrício se objevil vesvém 50. mezinárodním turnaji dne 30. června 2016 na Euru 2016: po remíze 1:1 ve čtvrtfinále proti Polsku na Stade Vélodrome chytil penaltu Jakuba Błaszczykowského při penaltovém rozstřelu, který skončil vítězstvím Portugalsa 5:3. Poté, co vyhrál s týmem celý turnaj se solidním výkonem ve finále proti Francii, se dostal také do týmu pro Mistrovství světa 2018 v Rusku. Dne 17. listopadu téhož roku, odehrál poprvé reprezentační zápas s kapitánskou páskou, a to při bezbrankové remíze s Itálií v Lize národů.
Když Portugalsko porazilo Nizozemsko ve finále Ligy národů UEFA 2019 na domácí půdě v Estádio do Dragão, odehrál Patrício svůj 81. reprezentační zápas, čímž překonal Vítora Baíu jako brankáře s největším počtem odehraných zápasů.

## Statistiky

### Klubové
K 11. srpnu 2020
| Klub          | Sezóna  | Liga           | Liga   | Liga | Národní pohár | Národní pohár | Ligový pohár | Ligový pohár | Evropské poháry | Evropské poháry | Ostatní | Ostatní | Celkem | Celkem |
| Klub          | Sezóna  | Liga           | Zápasy | Góly | Zápasy        | Góly          | Zápasy       | Góly         | Zápasy          | Góly            | Zápasy  | Góly    | Zápasy | Góly   |
| ------------- | ------- | -------------- | ------ | ---- | ------------- | ------------- | ------------ | ------------ | --------------- | --------------- | ------- | ------- | ------ | ------ |
| Sporting      | 2006/07 | Primeira Liga  | 1      | 0    | 0             | 0             | —            | —            | 0               | 0               | —       | —       | 1      | 0      |
| Sporting      | 2007/08 | Primeira Liga  | 20     | 0    | 0             | 0             | 3            | 0            | 8               | 0               | 0       | 0       | 31     | 0      |
| Sporting      | 2008/09 | Primeira Liga  | 25     | 0    | 1             | 0             | 1            | 0            | 6               | 0               | 1       | 0       | 34     | 0      |
| Sporting      | 2009/10 | Primeira Liga  | 30     | 0    | 3             | 0             | 4            | 0            | 14              | 0               | —       | —       | 51     | 0      |
| Sporting      | 2010/11 | Primeira Liga  | 30     | 0    | 2             | 0             | 3            | 0            | 8               | 0               | —       | —       | 43     | 0      |
| Sporting      | 2011/12 | Primeira Liga  | 28     | 0    | 6             | 0             | 0            | 0            | 13              | 0               | —       | —       | 47     | 0      |
| Sporting      | 2012/13 | Primeira Liga  | 30     | 0    | 1             | 0             | 1            | 0            | 7               | 0               | —       | —       | 39     | 0      |
| Sporting      | 2013/14 | Primeira Liga  | 30     | 0    | 1             | 0             | 0            | 0            | —               | —               | —       | —       | 31     | 0      |
| Sporting      | 2014/15 | Primeira Liga  | 33     | 0    | 4             | 0             | 0            | 0            | 8               | 0               | —       | —       | 45     | 0      |
| Sporting      | 2015/16 | Primeira Liga  | 34     | 0    | 2             | 0             | 0            | 0            | 9               | 0               | 1       | 0       | 46     | 0      |
| Sporting      | 2016/17 | Primeira Liga  | 31     | 0    | 1             | 0             | 0            | 0            | 6               | 0               | —       | —       | 38     | 0      |
| Sporting      | 2017/18 | Primeira Liga  | 34     | 0    | 5             | 0             | 3            | 0            | 14              | 0               | —       | —       | 56     | 0      |
| Sporting      | Celkem  | Celkem         | 326    | 0    | 26            | 0             | 14           | 0            | 93              | 0               | 2       | 0       | 462    | 0      |
| Wolverhampton | 2018/19 | Premier League | 37     | 0    | 0             | 0             | 0            | 0            | —               | —               | —       | —       | 37     | 0      |
| Wolverhampton | 2019/20 | Premier League | 38     | 0    | 0             | 0             | 0            | 0            | 15              | 0               | —       | —       | 53     | 0      |
| Wolverhampton | 2020/21 | Premier League | 0      | 0    | 0             | 0             | 0            | 0            | —               | —               | —       | —       | 0      | 0      |
| Wolverhampton | Celkem  | Celkem         | 75     | 0    | 0             | 0             | 0            | 0            | 15              | 0               | —       | —       | 90     | 0      |
| Celkem        | Celkem  | Celkem         | 401    | 0    | 26            | 0             | 14           | 0            | 108             | 0               | 2       | 0       | 552    | 0      |

1. ↑  Zápasy v Taça de Portugal a FA Cupu
2. ↑  Zápasy v Taça de Liga a EFL Cupu
3. 1 2 3 4 5 6  Zápasy v Lize mistrů UEFA
4. ↑  Zápasy v Poháru UEFA
5. 1 2  Zápasy v Portugalském superpoháru
6. 1 2 3 4 5 6 7 8  Zápasy v Evropské lize UEFA

### Reprezentační
K 17. listopadu 2019
| Portugalsko | Portugalsko | Portugalsko |
| Rok         | Zápasy      | Góly        |
| ----------- | ----------- | ----------- |
| 2010        | 1           | 0           |
| 2011        | 8           | 0           |
| 2012        | 11          | 0           |
| 2013        | 9           | 0           |
| 2014        | 6           | 0           |
| 2015        | 7           | 0           |
| 2016        | 14          | 0           |
| 2017        | 12          | 0           |
| 2018        | 9           | 0           |
| 2019        | 10          | 0           |
| Celkem      | 87          | 0           |

## Ocenění

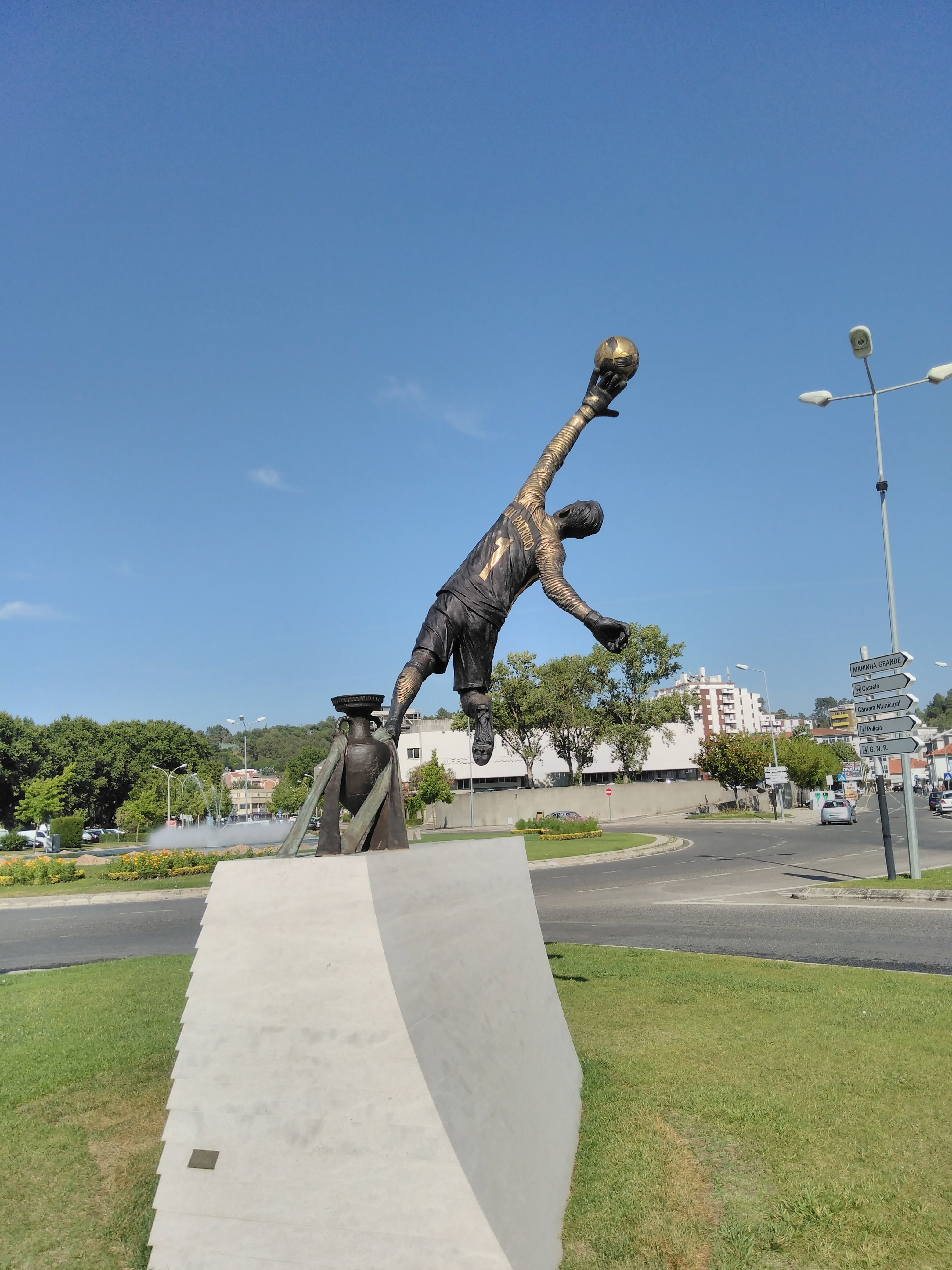
Socha Patrícia a Henri Delaunay Trophy, odhalená v Leirii v květnu 2017, na počest jeho zákroku ve finále Euro 2016 proti střele Antoina Griezmanna.

### Klubové
Sporting
- Taça de Portugal: 2006/07, 2007/08, 2014/15
- Taça da Liga: 2017/18
- Portugalský superpohár: 2007, 2008,[8] 2015

AS Řím
- Evropská konferenční liga UEFA: 2021/22

### Reprezentační
Portugalsko
- Mistrovství Evropy: 2016[35], třetí místo 2012
- Liga národů UEFA: 2018/19[44]
- Konfederační pohár FIFA: třetí místo 2017[45]

### Individuální
- Hráč měsíce Primeira Ligy: Duben 2011
- Mladý hráč měsíce Primeira Ligy: Leden 2008, Duben 2009, Listopad 2010, Březen 2011, Duben 2011
- Brankář sezóny Primeira Ligy: 2011/12, 2015/16
- Fotbalista roku Sportingu CP: 2011, 2012[10]
- Jedenáctka turnaje Mistrovství Evropy: 2016[46]
- Sestava sezóny Evropské ligy UEFA – 2017/18[47]

## Vyznamenání
- komandér Řádu za zásluhy – Portugalsko, 10. července 2016[48]